# 박태현
박태현(朴泰鉉, 1907년 9월 19일 ~ 1993년 11월 6일)은 대한민국의 작곡가이다.

## 경력
- 1946~ 「삼일절노래」「한글날노래」 외 다수 작곡
- 1948~1950 서울 중앙방송국 음악계장, 편성과장
- 1953~1960 전국 문화단체 총연합회 창립(사무국장, 사무총장)
- 1954~1956 문교부(예술위원, 음악과 교수요목 제정위원)
- 1961~세계 일본 음악회의 한국대표
- 1966~1990 서울 여성스트링오케스트라 창설(현 서울아카데미 앙상블) - 상임지휘자
- 1985~ 성가 대합창제 등 지휘

## 생애
1907년 9월 19일 평안남도 평양 설암리에서 독실한 기독교 집안의 2남 3녀 중 차남으로 태어났으며 아버지는 박일찬, 어머니는 한인찬이다. 선대로부터 예능분야에 뛰어난 가정환경과 교육열이 높은 부모로 인하여 일제강점기 시절임에도 불구하고 신학문을 많이 접할 수 있었으며 평양에서 숭덕학교와 숭실중학교를 다니는 동안 당시 조선을 대표하던 중학교팀에서 축구선수 생활을 했다.
평양숭실전문학교 재학 중에는 체육, 미술, 음악 등 예술 전반에 재주를 보였는데, 스승 박윤근과 마두원 외국인선교사에 의해 음악활동에 심취하고 1932년에 미술전람회에 입선하였지만, 형 박태은이 명치대학 재학 중 이완용 저격사건에 연루되어 서울시 신당동으로 거주지를 옮기게 되면서 평양에서의 조선 미술전람회 입선과 국가대표급 축구선수였던 평양 생활을 접고 일본 기와바다미술학교로 진학하였다. 유학 중 아버지 박일찬이 세상을 떠나자 의대 입학 권유를 외면하고 일본동양음악학교 첼로과에 입학하였다.
졸업 후 귀국하여 주로 성남 지역에서 활동한 작곡가인데, 형의 죽음을 접한 후부터는 민족정신에 관심을 가져 애국가요, 국민가요, 어린이를 위한 동요 작곡활동을 하면서 학교에서 제자들을 가르쳤으며, 노년에는 그림 그리기와 교회찬양대 지휘를 하였다.

## 작품
- 《삼일절 노래》,《한글날 노래》,《산바람 강바람》 외 다수

## 참고 자료
- 성남시사편찬위원회, 『성남시사』상,중,하(성남시사편찬위원회, 1993)
- 성남문화원, 「성남문화연구」